# Hans Christian Ditlev la Cour
Hans Christian Ditlev la Cour (6. maj 1842 i Skærild, Randers – 29. september 1922) var en dansk proprietær og politiker.
La Cour var søn af landmand Lauritz Ulrik la Cour og Ellen Kirstine f. Poulsen. Han blev landbrugskandidat 1862, var indehaver af Havmøllen i Dråby Sogn 1868-74, forpagter (senere ejer) af Trinderup fra 1874, formand for Hobro Landboforening, medlem af bestyrelsesrådet for Det Kongelige Danske Landhusholdningsselskab til 1909 og af Overskyldrådet, Landstingsmand fra 1898, medlem af Forsvarskommissionen 1902-08. Han var Ridder af Dannebrog.
Han var gift med Marie Sofie Utzon, f. Vandborg, f. 11. november på Trinderup.